# کوستوموکشا
شهر کوستوموکشا (به روسی: Костомукша) در کشور روسیه و در جمهوری کارلیا واقع شده‌است.